# Hydnocarpus alpina
Hydnocarpus alpina är en tvåhjärtbladig växtart som beskrevs av Robert Wight. Hydnocarpus alpina ingår i släktet Hydnocarpus och familjen Achariaceae. Inga underarter finns listade i Catalogue of Life.

## Bildgalleri

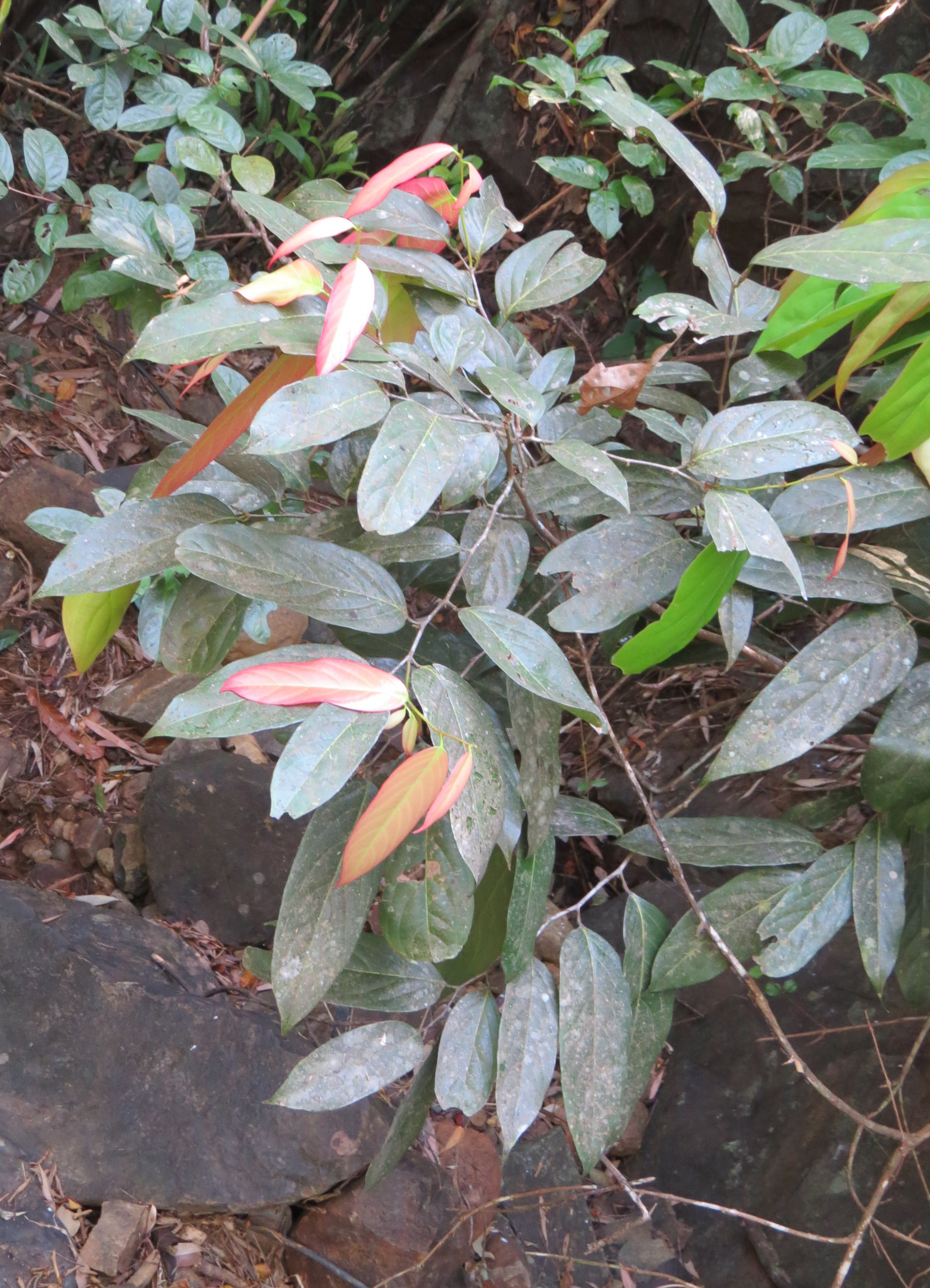
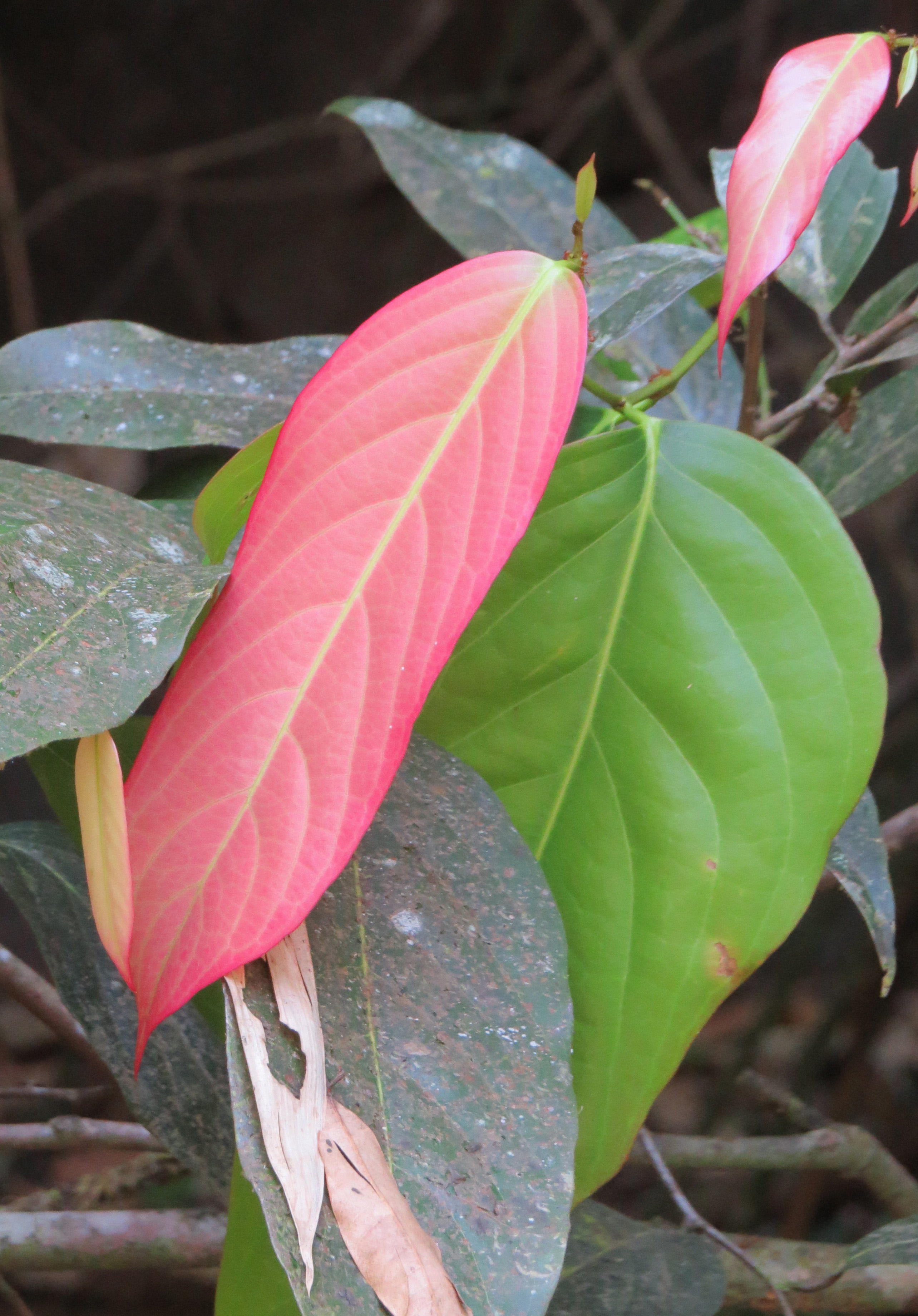
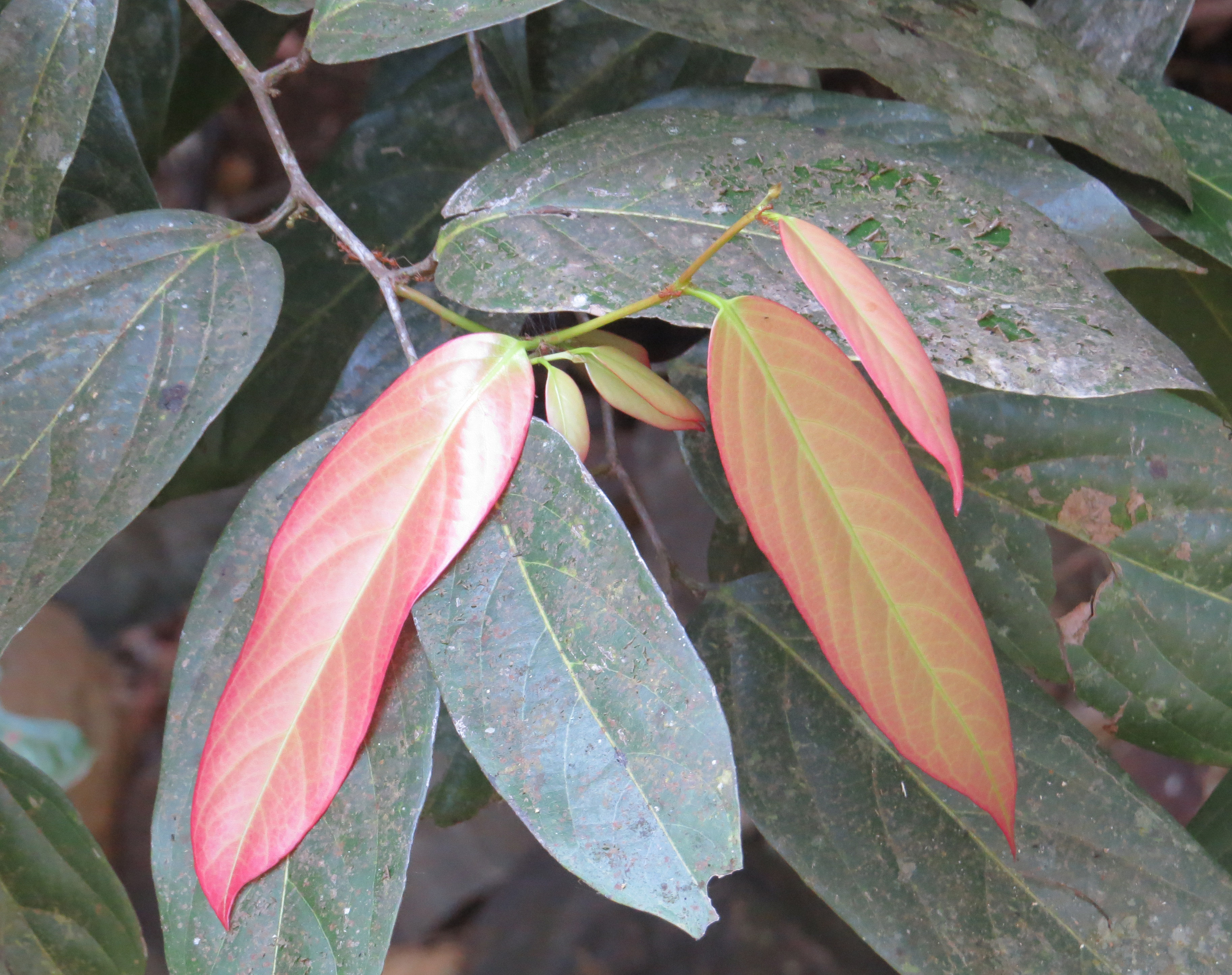
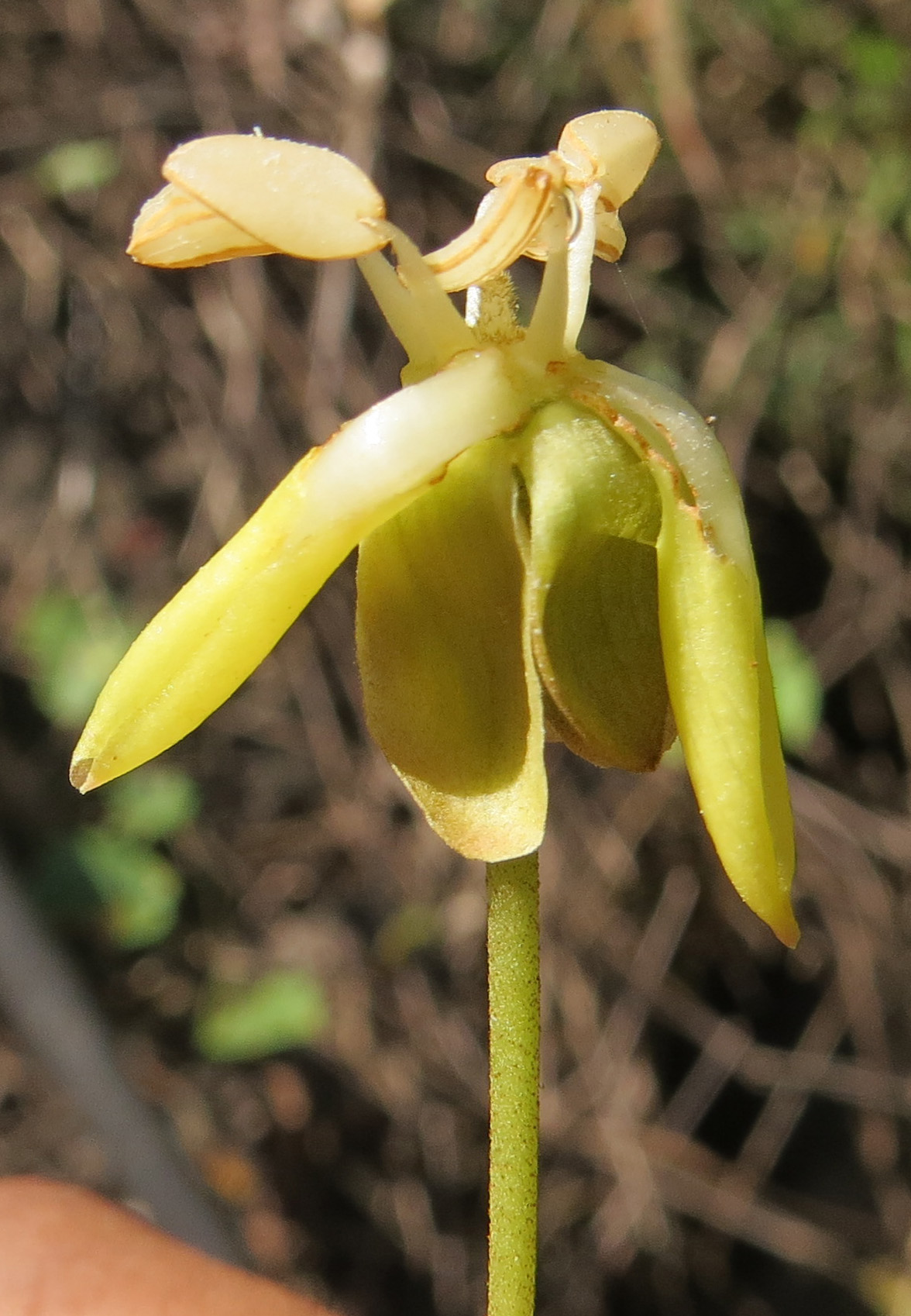
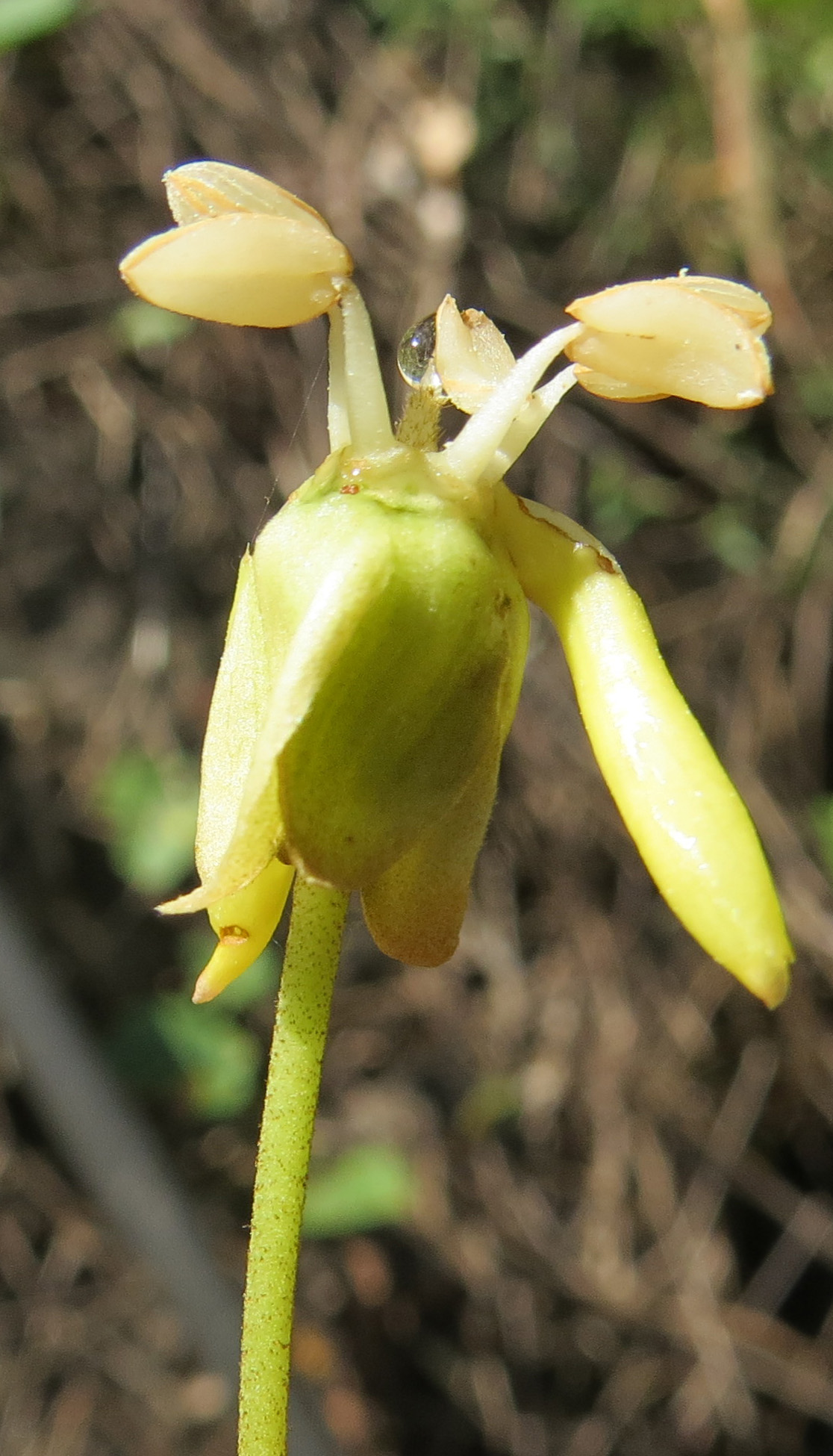
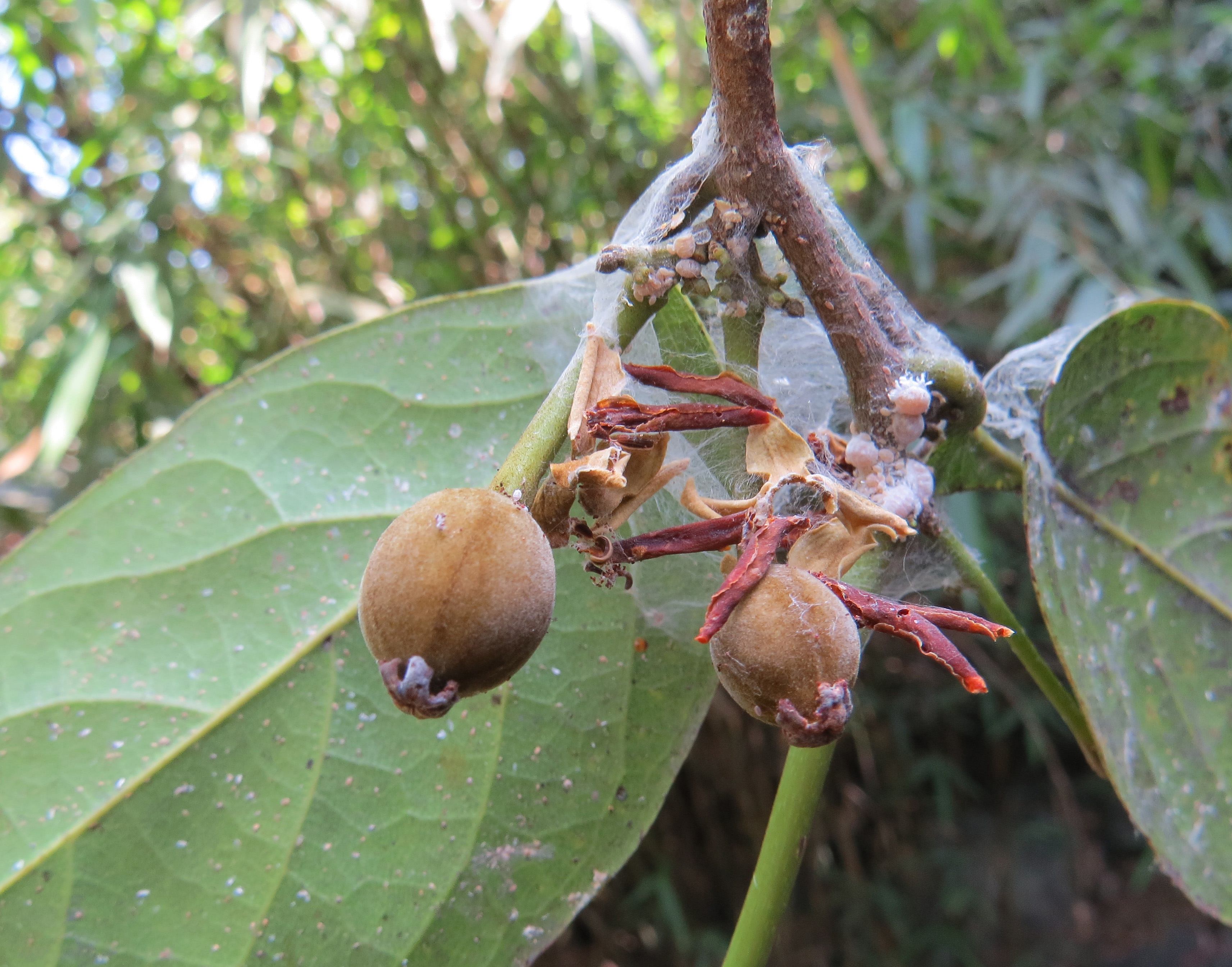